# Gustav Klika
Augustin Klika (21. ledna 1884 Rožmitál pod Třemšínem – 9. července 1920 Rožmitál pod Třemšínem) byl český učitel, beletrista a starosta Rožmitálu pod Třemšínem v letech 1919–1920.

## Životopis

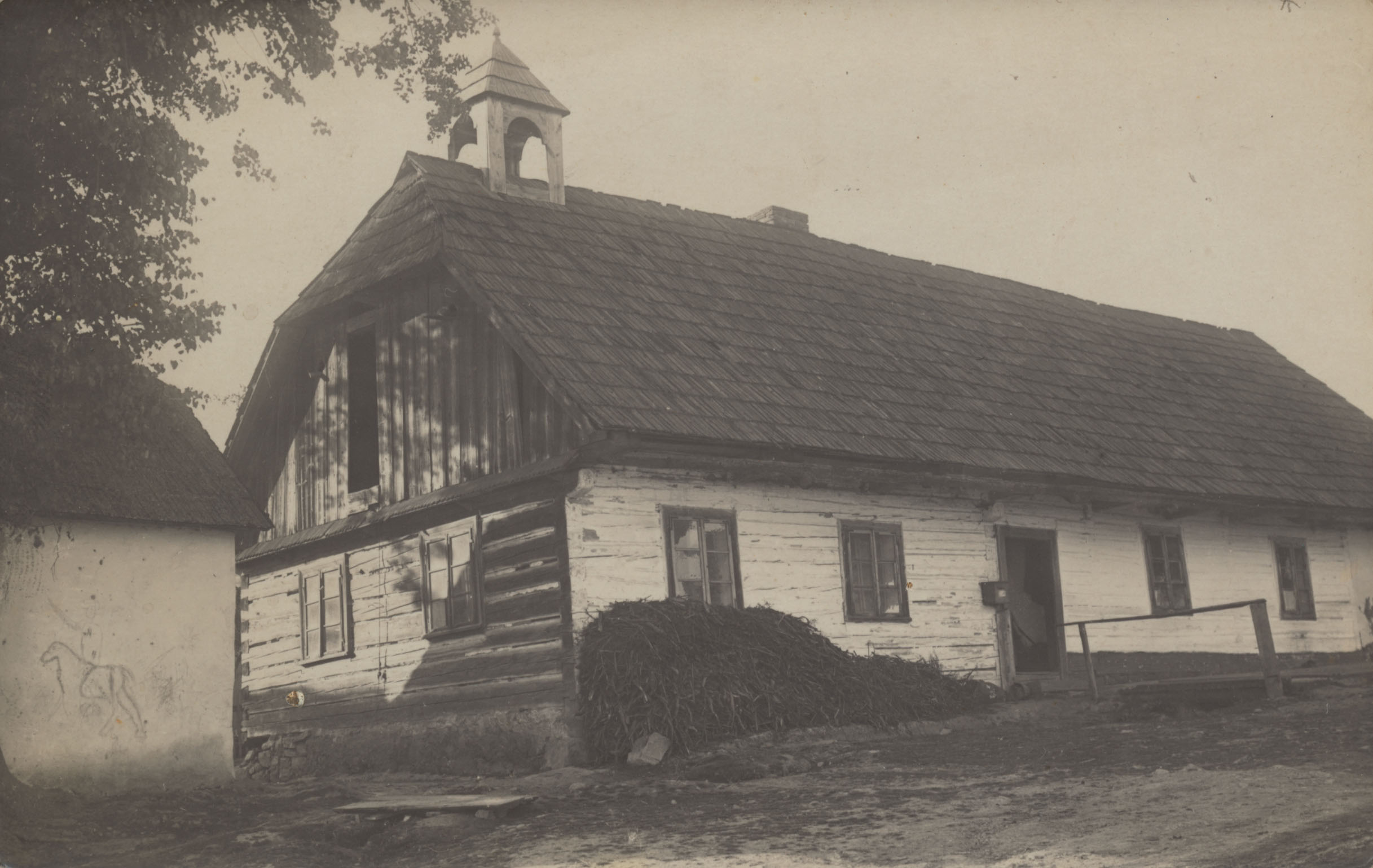
Stará škola v Nepomuku, přezdívaná Perníková chaloupka. Klika zde bydlel, když v Nepomuku působil jako učitel (1904–1906). Zbourána v roce 1914.

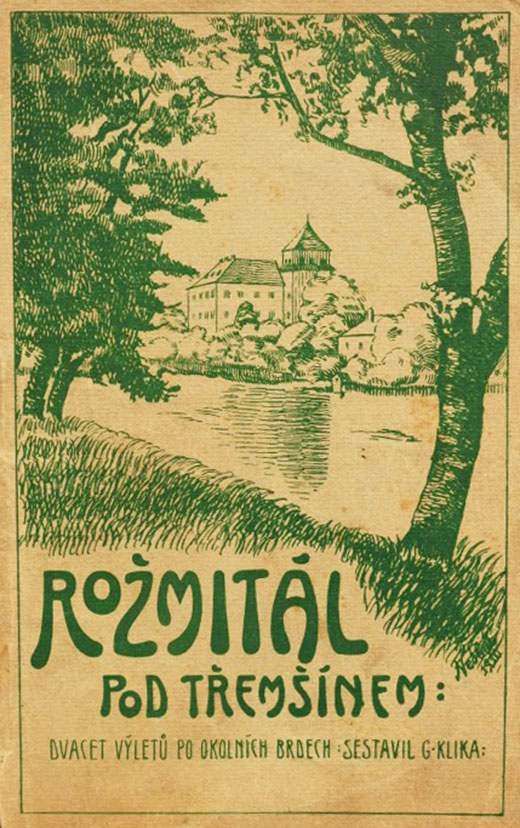
Brožura Dvacet výletů po okolních Brdech (1910)

Narodil se v roce 1884 v Rožmitále kožešníkovi Augustinu Klikovi a Anně rozené Urbanové. Vystudoval gymnázium a učitelský ústav v Příbrami. Jako učitel působil v dvoutřídní škole v Nepomuku (1904–1906), ve Starém Smolivci (1906–1908) a v Rožmitále (1908–1914), kde vyučoval v obecné i v měšťanské škole. Po přestěhování do Rožmitálu se oženil s Karolinou Bortovou, která byla dcerou redaktora novin Národní politika v Praze. Brzy po svatbě se jim narodil syn Gustav. Rodina bydlela v Jungmannově ulici v čp. 118 (dům byl stržen při asanaci v 70. letech, nyní je zde panelové sídliště). Po vypuknutí 1. světové války byl Klika v roce 1915 odvelen na jihovýchod Maďarska do města Gyula. Po roce se vrátil zpět do Rožmitálu na místo učitele v obecní a měšťanské škole. V roce 1919 nastoupil na místo učitele v Březnici, ale po měsíci se vrátil do Rožmitálu, kde byl zvolen prvním starostou po založení samostatné Československé republiky. Souběžně znovu působil jako učitel na měšťanské škole v Rožmitále (1919–1920). 
Zemřel v mladém věku v roce 1920. Je pohřben na hřbitově ve Starém Rožmitále. 
Čtyři dny po jeho smrti se mu jako pohrobek narodil druhý syn Rudolf. Jeho žena Karolina se s oběma syny odstěhovala ke svému otci do Prahy. V opuštěném domě rodiny v Jungamnově ulici, pak nějakou dobu fungovalo pekařství rodiny Doležalů.
V Rožmitále je po Gustavu Klikovi pojmenována ulice Klikova.

## Dílo
Klika byl plodným spisovatelem. Psal divadelní hry, knihy pro mládež, povídky a literární studie. Pro Okrašlovací odbor Sokol Rožmitál napsal sedmdesáti stránkovou brožuru dvaceti výletů po Brdech.Také redigoval Pamětní list sjezdu rodáků, krajanů a přátel města Rožmitálu a přispíval do časopisů.
- Poupata, Praha: F. Topič, 1910
- Rožmitál pod Třemšínem: Dvacet výletů po okolních Brdech (1910, 1927)
- Dvojenecká historie a jiná rozmarná prosa, Proudy, 1919
- Pohádky našeho krbu, Proudy, 1922